# Література Сумщини
Література Сумщини включає творче надбання письменників, які народилися на території, що згідно з сучасним адміністративно-територіальним поділом належить до Сумської області, створеної 1939 року (раніше — Харківська, Чернігівська, Курська, Полтавська губернії).

## Література Сумщини ХІХ— початку ХХ ст
Першим в українській літературі уродженцем нинішньої Сумщини (тодішньої Чернігівщини), а також автором першого історичного роману «Чорна рада» вважається Пантелеймон Куліш — один із перекладачів Біблії, творець української абетки.
Також в цей період діяв співець краси рідної природи Яків Щоголев. На півдні Сумщини народився автор зразків громадянської лірики Павло Грабовський, а дещо пізніше — поет-символіст, тонкий лірик Олександр Олесь
До цього списку відноситься автор першого українського сюрреалістичного твору «Блакитний роман» Гнат Михайличенко, зачинатель сучасної психологічної прози Микола Хвильовий, а також відомий драматург Яків Мамонтов та творець жанру усмішки Остап Вишня.

### Літератори Сумщини 50-60-х років ХХ ст.
Рідним краєм була Сумщина як для автора пригодницького роману «Тигролови» Івана Багряного, так і для Бориса Антоненка-Давидовича, який розповів про поневіряння в сталінських таборах у «Сибірських новелах». На Сумщині народилися такі відомі митці слова, як Дмитро Білоус, Олекса Ющенко, Платон Воронько, Леонід Новиченко, Павло Ключина, Микола Лукаш, Панас Кочура, Леонід Смілянський, Пилип Рудь, Володимир Затуливітер, Володимир Мордань, Анатолій Давидов, Олександр Шугай, Іван Власенко.

### Створення Сумської організації СПУ
Другу групу митців художнього слова складають письменники, які в 60-х роках ХХ століття були членами літературних студій («Орфей», «Зажинок») при районних та обласних газетах Сумщини і згодом стали основою для створення Сумської обласної письменницької організації Спілки письменників України в 1985 році. На той час вона налічувала у своєму складі 8 осіб: Є. Васильченко, А. Гризун, О. Маландій, Ю. Назаренко, П. Охріменко, О. Столбін, Л. Стрельник, В. Чубур. Згодом були прийняті О. Кустенко, М. Данько, М. Гриценко, О. Вертіль, Г. Єлишевич, Б. Ткаченко, І. Корнющенко, Ю. Царик, В. Терлецький. На 1 січня 1999 року Сумська організація Спілки письменників України мала у своєму складі 18 членів.